# Río Kapuas
El río Kapuas (en indonesio: Sungai Kapuas) es un largo río que discurre por la parte occidental de la isla de Borneo, el mayor de la isla, de Indonesia y también el río más largo localizado en una isla (un poco más largo que el río Sepik en la isla de Nueva Guinea). Tiene una longitud de 1.143 km.

## Geografía

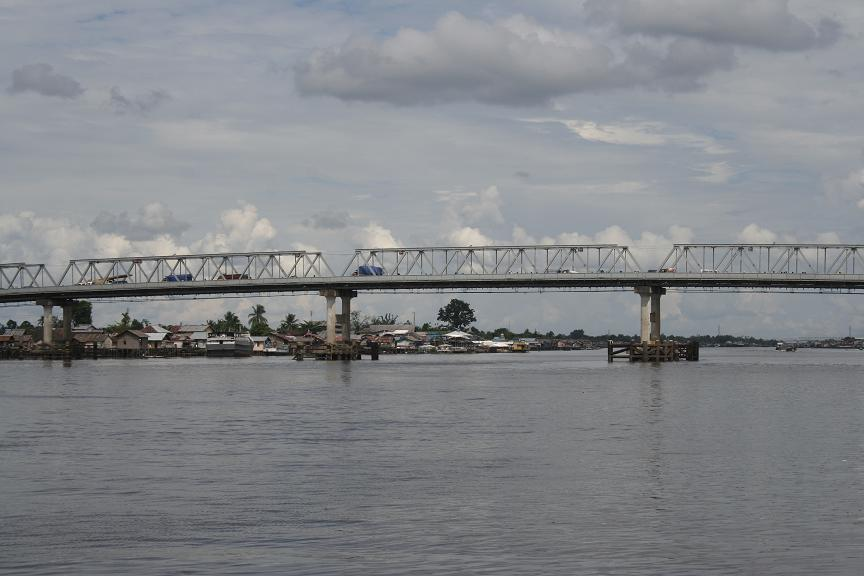
Puente sobre el río Kapuas.

El río Kapuas nace en los montes Kapuas Hulu, cerca de la frontera de la provincia de Sarawak (Malasia), y fluye siempre en dirección oeste. Es el principal río de la parte occidental de Borneo y atraviesa la provincia de Kalimantan Occidental. Desemboca en el mar de la China Meridional a unos 20 km de la ciudad de Pontianak. El río Kapuas, en la región del lago Sentarum, es una reserva natural protegida. El río drena la región del lago Sentarum, una extensa área de humedales y lagos de agua dulce, bosques inundados de forma intermitente.
Kapuas es navegable la mayor parte de su curso y es una arteria clave en el tráfico en el oeste de Borneo. Se utiliza para dar salida a la madera de la isla y permite acceder a muchas plantaciones situadas a lo largo del río. El río es atravesado por un puente en la ciudad de Sanggau a unos 400 km de su desembocadura. 